# Edward G. Robinson
Edward G. Robinson (nascido Emanuel Goldenberg; iídiche: ײמאַנועל גאָלדענבערג‎; Bucareste, 12 de dezembro de 1893 — Los Angeles, 26 de janeiro de 1973) foi um ator romeno estadunidense de teatro e cinema durante a era de ouro do cinema americano. Notabilizou-se pelos papéis de gangster em filmes como Alma no Lodo; Paixões em Fúria e A Mesa do Diabo.
Foi o primeiro ator de Hollywood a fazer sucesso interpretando papéis de homens rudes, estilo que depois seria seguido por James Cagney e Humphrey Bogart.
Faleceu vítima de câncer aos 79 anos de idade. Encontra-se sepultado no Beth El Cemetery, Ridgewood, Condado de Queens, Nova Iorque.

## Filmografia
- Arms and the Woman (1916)
- The Bright Shawl (1923)
- The Hole in the Wall (1929)
- Warner Bros. Jubilee Dinner (1930) (curta)
- Night Ride (1930)
- A Lady to Love (1930)
- Outside the Law (1930)
- East Is West (1930)
- The Widow from Chicago (1930)
- How I Play Golf by Bobby Jones No. 10: Trouble Shots (1931) (curta)
- Little Caesar (1931)
- The Slippery Pearls (1931) (curta)
- Smart Money (1931)
- Five Star Final (1931)
- The Hatchet Man (1932)
- Two Seconds (1932)
- Tiger Shark (1932)
- Silver Dollar (1932)
- The Little Giant (1933)
- I Loved a Woman (1933)
- Dark Hazard (1934)
- The Man with Two Faces (1934)
- The Whole Town's Talking (1935)
- Barbary Coast (1935)
- Bullets or Ballots (1936)
- Thunder in the City (1937)
- Kid Galahad (1937)
- The Last Gangster (1937)
- A Slight Case of Murder (1938)
- The Amazing Dr. Clitterhouse (1938)
- I Am the Law (1938)
- Verdensberomtheder i Kobenhavn (1939) (documentário)
- A Day at Santa Anita (1939) (curta)
- Confessions of a Nazi Spy (1939)
- Blackmail (1939)
- Dr. Ehrlich's Magic Bullet (1940)
- Brother Orchid (1940)
- A Dispatch from Reuters (1940)
- The Sea Wolf (1941)
- Manpower (1941)
- Polo with the Stars (1941) (curta)
- Unholy Partners (1941)
- Larceny, Inc. (1942)
- Tales of Manhattan (1942)
- Moscow Strikes Back (1942) (documentário) (narrador)
- Magic Bullets (1943) (curta) (narrador)
- Destroyer (1943)
- Flesh and Fantasy (1943)
- Tampico (1944)
- Mr. Winkle Goes to War (1944)
- Double Indemnity (1944)
- The Woman in the Window (1945)
- Our Vines Have Tender Grapes (1945)
- Scarlet Street (1945)
- American Creed (1946) (curta)
- Journey Together (1946)
- The Stranger (1946)
- The Red House (1947)
- All My Sons (1948)
- Key Largo (1948)
- Night Has a Thousand Eyes (1948)
- House of Strangers (1949)
- It's a Great Feeling (1949) (Participação)
- Operation X (1950)
- Actors and Sin (1952)
- Vice Squad (1953)
- Big Leaguer (1953)
- The Glass Web (1953)
- Black Tuesday (1954)
- Hell on Frisco Bay (1955)
- The Violent Men (1955)
- Tight Spot (1955)
- A Bullet for Joey (1955)
- Illegal (1955)
- Nightmare (1956)
- The Ten Commandments (1956)
- The Heart of Show Business (1957) (curta) (narrador)
- A Hole in the Head (1959)
- Seven Thieves (1960)
- Pepe (1960) (participação)
- My Geisha (1962)
- Two Weeks in Another Town (1962)
- A Boy Ten Feet Tall (1963)
- The Prize (1963)
- Robin and the 7 Hoods (1964) (participação)
- Good Neighbor Sam (1964)
- Cheyenne Autumn (1964)
- The Outrage (1964)
- The Cincinnati Kid (1965)
- All About People (1967) (curta) (narrador)
- Grand Slam (1967)
- The Blonde from Peking (1967)
- Operation St. Peter's (1967)
- The Biggest Bundle of Them All (1968)
- Never a Dull Moment (1968)
- It's Your Move (1969)
- Mackenna's Gold (1969)
- Song of Norway (1970)
- Mooch Goes to Hollywood (1971) (participação)
- Neither by Day Nor by Night (1972)
- Soylent Green (1973)